# Félix Díez Mateo
Félix Díez Mateo (Villaviudas, 29 de julio de 1889-Palencia, 1981) fue un filólogo y profesor universitario. 
Estudió idiomas en Valladolid y luego vivió en Bilbao, donde pasó la mayor parte de su vida, donde trabajó como profesor en la Universidad de Deusto. Publicó en español varios libros de texto y muchos trabajos traducidos del alemán, ruso, francés e inglés. Conocía alrededor de cincuenta idiomas.
Tradujo numerosas obras para la editorial Espasa-Calpe, escribiendo también otras varias, destacando el Diccionario Escolar Etimológico.
El Instituto Tello Téllez de Meneses le nombró Académico de Honor, y el Estado español le otorgó la Encomienda de la Orden de Alfonso X El Sabio.
Fue esperantista desde 1906 y enseñó esperanto en escuelas públicas, redactó una sección diaria de esperanto en un periódico español y escribió un "método práctico" de esperanto. Fue miembro de la junta y más tarde presidente del "Grupo Esperantista de Bilbao"; miembro del Instituto Español de Esperanto y miembro honorario de la Federación Española de Esperanto. Presidió el comité organizador del 27º Congreso español de esperanto celebrado en Bilbao en 1966.
Casado con la dama alemana María Teresa Frieda Hochleitner, fueron padres del educador y político Ricardo Díez Hochleitnery de María Teresa y María de la Paz.